# Козинецька сільська рада

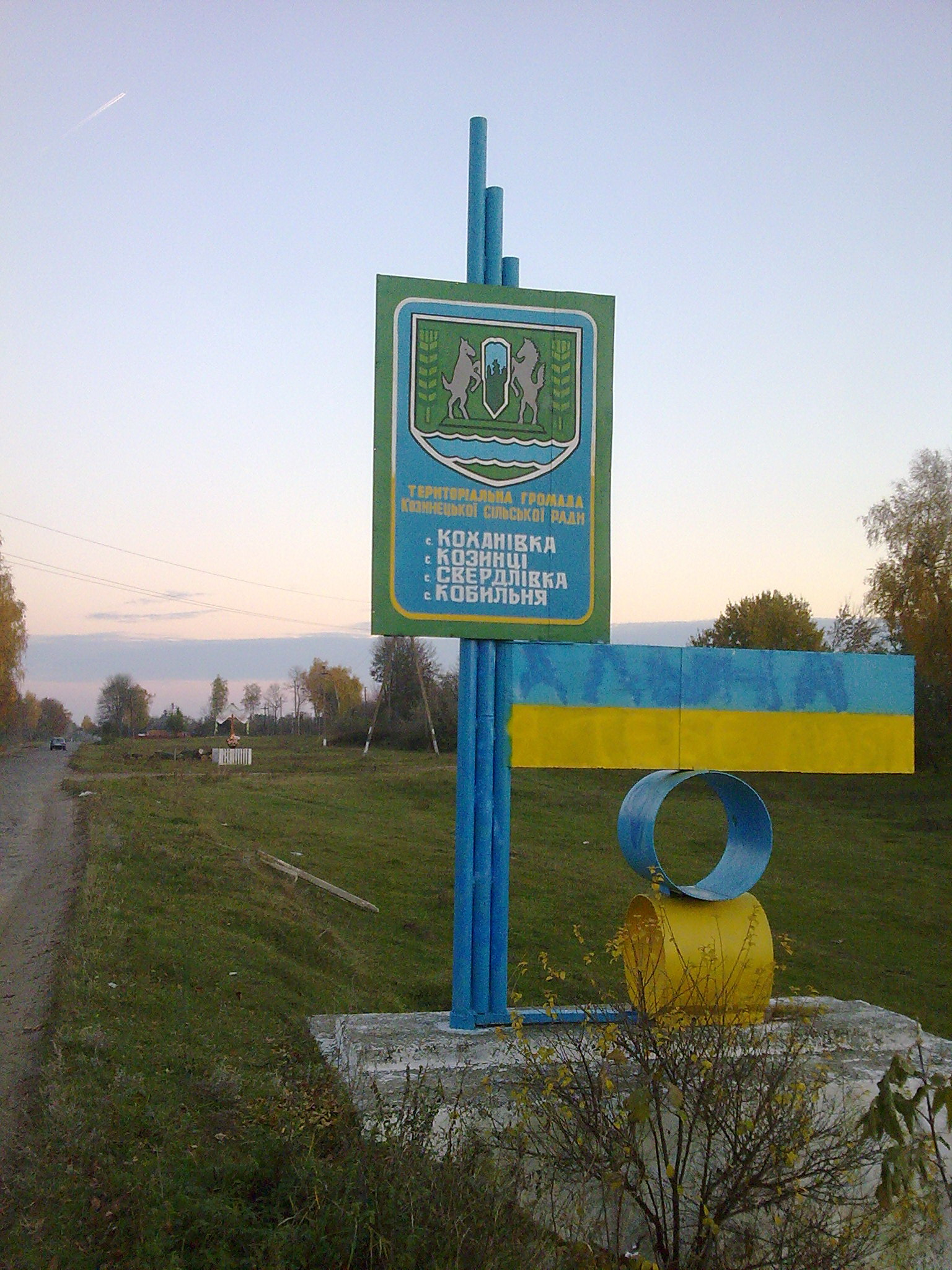
В'їзний знак на територію громади

Козине́цька сільська́ ра́да — адміністративно-територіальна одиниця та орган місцевого самоврядування в Липовецькому районі Вінницької області. Адміністративний центр — село Козинці.

## Загальні відомості
Козинецька сільська рада утворена в 1920 році.
- Територія ради: 7,075 км²
- Населення ради: 1484 особи (станом на 2001 рік)
- Територією ради протікає річка Бережанка

## Населені пункти
Сільській раді підпорядковані населені пункти:
- c. Козинці
- с. Кобильня
- с. Коханівка
- с. Пеньківка

## Склад ради
Рада складається з 12 депутатів та голови.
- Голова ради: Петрюк Віктор Іванович

### Керівний склад попередніх скликань
| Прізвище, ім'я, по батькові     | Основні відомості                                                                | Дата обрання | Дата звільнення |
| ------------------------------- | -------------------------------------------------------------------------------- | ------------ | --------------- |
| Баранишен Олександр Никифорович | Сільський голова, 1949 року народження, безпартійний                             | 26.03.2006   | 31.10.2010      |
| Петрюк Віктор Іванович          | Сільський голова, 1960 року народження, освіта професійно-технічна, безпартійний | 31.10.2010   | 25.10.2015      |
| Петрюк Віктор Іванович          | Сільський голова, 1960 року народження, освіта професійно-технічна, безпартійний | 25.10.2015   |                 |

Примітка: таблиця складена за даними сайту Верховної Ради України та ЦВК

### Депутати VII скликання
За результатами місцевих виборів 2015 року депутатами ради стали:

#### За суб'єктами висування
| Суб'єкт висування | Кількість обраних депутатів | %      |
| ----------------- | --------------------------- | ------ |
| Самовисування     | 12                          | 100.00 |

#### За округами
| № округу | Прізвище, ім'я, по батькові     | Ким висунуто  | Дата нар.  | Освіта              | Партійна приналежність | Відомості                                        |
| -------- | ------------------------------- | ------------- | ---------- | ------------------- | ---------------------- | ------------------------------------------------ |
| 1        | Білоус Наталія Олексіївна       | Самовисування | 14.03.1964 | професійно-технічна | безпартійна            | ТОВ-концерн «Сімекс-Агро», агроном               |
| 2        | Баранишин Олександр Никифорович | Самовисування | 23.06.1949 | вища                | безпартійний           | пенсіонер                                        |
| 3        | Байда Тамара Анатоліївна        | Самовисування | 14.01.1975 | загальна середня    | безпартійна            | Козинецький ДС «Пролісок», кухар                 |
| 4        | Сосновська Оксана Анатоліївна   | Самовисування | 30.08.1967 | вища                | безпартійна            | Козинецька сільська рада, бухгалтер              |
| 5        | Мельник Тамара Володимирівна    | Самовисування | 03.12.1965 | професійно-технічна | безпартійна            | Козинець кий СБК, директор                       |
| 6        | Коваленко Олег Іванович         | Самовисування | 29.03.1972 | вища                | безпартійний           | Вінницька філія ПАТ «Укртелеком», начальник цеху |
| 7        | Джус Анастасія Степанівна       | Самовисування | 21.03.1963 | професійно-технічна | безпартійна            | Козинецька сільська рада, секретар               |
| 8        | Джус Віктор Іванович            | Самовисування | 30.08.1959 | вища                | безпартійний           | ТОВ «Прилуцьке», керуючий                        |
| 9        | Лищук Галина Андріївна          | Самовисування | 15.02.1959 | професійно-технічна | безпартійна            | ТОВ «Прилуцьке», бухгалтер                       |
| 10       | Стецун Ангеліна Іванівна        | Самовисування | 21.05.1983 | загальна середня    | безпартійна            | тимчасово не працює                              |
| 11       | Кравець Галина Юріївна          | Самовисування | 09.04.1973 | професійно-технічна | безпартійна            | тимчасово не працює                              |
| 12       | Бондаренко Ніна Олексіївна      | Самовисування | 08.05.1956 | вища                | безпартійна            | пенсіонер                                        |

### Депутати VI скликання
За результатами місцевих виборів 2010 року депутатами ради стали:

#### За суб'єктами висування
| Суб'єкт висування      | Кількість обраних депутатів | %    |
| ---------------------- | --------------------------- | ---- |
| Партія регіонів        | 8                           | 50   |
| Самовисування          | 7                           | 43,8 |
| Аграрна партія України | 1                           | 6,3  |

#### За округами
| № округу               | Прізвище, ім'я, по батькові         | Дата визнання обраним | Освіта             | Партійна приналежність       | Відомості про обраного депутата                          |
| ---------------------- | ----------------------------------- | --------------------- | ------------------ | ---------------------------- | -------------------------------------------------------- |
| Аграрна партія України |                                     |                       |                    |                              |                                                          |
| 6                      | Кибал Сергій Степанович             | 05.11.2010            | середня спеціальна | член Аграрної партії України | , ветеринарний фельдшер                                  |
| Партія регіонів        |                                     |                       |                    |                              |                                                          |
| 2                      | Розвадівський Володимир Миколайович | 05.11.2010            | вища               | член Партії регіонів         | амбулаторія сімейної медицини, молодший медбрат          |
| 4                      | Кравчук Андрій Борисович            | 05.11.2010            | вища               | член Партії регіонів         | тимчасово не працює                                      |
| 8                      | Тихолаз Микола Анатолійович         | 05.11.2010            | середня            | позапартійний                | тимчасово не працює                                      |
| 9                      | Джус Анастасія Степанівна           | 05.11.2010            | середня спеціальна | позапартійна                 | Козинецька сільська рада, секретар                       |
| 11                     | Джус Віктор Іванович                | 05.11.2010            | вища               | член Партії регіонів         | «Укрпромпостачсервіс», директор                          |
| 12                     | Лищук Галина Андріївна              | 05.11.2010            | середня спеціальна | позапартійна                 | пенсіонер                                                |
| 13                     | Войтішенко Світлана Іванівна        | 05.11.2010            | середня            | позапартійна                 | Липовецький територіальний центр, соціальний працівник   |
| 16                     | Бондаренко Ніна Олексіївна          | 05.11.2010            | вища               | позапартійна                 | приватний підприємець                                    |
| Самовисування          |                                     |                       |                    |                              |                                                          |
| 1                      | Кравчук Михайло Степанович          | 05.11.2010            | вища               | позапартійний                | Козинецька загальноосвітня школа І-ІІІ ст., вчитель      |
| 3                      | Баранишин Олександр Никифорович     | 05.11.2010            | вища               | позапартійний                | пенсіонер                                                |
| 5                      | Ніколайчук Микола Васильович        | 05.11.2010            | вища               | позапартійний                | тимчасово не працює                                      |
| 7                      | Фризюк Людмила Василівна            | 05.11.2010            | вища               | позапартійна                 | Косаківська школа І-ІІ ст., вчитель                      |
| 10                     | Клюса Тетяна Савеліївна             | 05.11.2010            | середня спеціальна | позапартійна                 | Кобилянський фельдшерсько-акушерський пункт, завідувачка |
| 14                     | Нечипорук Валерій Михайлович        | 05.11.2010            | середня            | позапартійний                | тимчасово не працює                                      |
| 15                     | Мельничук Борис Леонідович          | 05.11.2010            | вища               | позапартійний                | ансамбль «Дармограй», артист                             |